# Natrix tessellata
Natrix tessellata là một loài rắn trong họ Rắn nước. Loài này được Laurenti mô tả khoa học đầu tiên năm 1768.

## Phân bố
Loài rắn này được tìm thấy trên khắp châu Âu và châu Á:
Liban, Israel, Đức, Thụy Sĩ, Áo, Pháp, Croatia, Slovenia, Bosnia và Herzegovina, Montenegro, Cộng hòa Macedonia, Serbia, Ý, Cộng hòa Séc, Slovakia, Ba Lan, Albania, Romania, Bulgaria, Hungary, Thổ Nhĩ Kỳ, Hy Lạp, Síp, Afghanistan, Nga, Ukraina, Armenia, Gruzia, Azerbaijan, Kazakhstan, Turkmenistan, Tajikistan, Uzbekistan, Kyrgyzstan, Iraq, Liban, Syria, Jordan, Yemen, Ai Cập, Pakistan, Trung Quốc

## Sinh học
Loài rắn này sinh sống chủ yếu gần sông, suối, hồ, nó thường ăn cá. Đôi khi, nó cũng ăn động vật lưỡng cư chẳng hạn như ếch, cóc và nòng nọc.
Được phân loại là không có nọc độc, nhưng N. tesselrata lại có thể tạo ra chất chống xuất huyết mạnh trong huyết thanh của nó và được cho là tạo ra độc tố thần kinh thông qua một tuyến trong miệng của nó. Để tự vệ, loài rắn này tiết ra một chất tiết có mùi rất khó chịu từ lỗ huyệt. Một cơ chế phòng vệ khác là thanatosis, giả chết.
Trong mùa giao phối (tháng 3 đến tháng 5), chúng tụ tập thành nhóm lớn. Chúng đẻ trứng thường đẻ vào tháng 7 và một lứa gồm 10–30 quả trứng. Những con rắn non nở vào đầu tháng 9. Rắn dice ngủ đông từ tháng 10 đến tháng 4 trong các hố khô gần mặt nước.

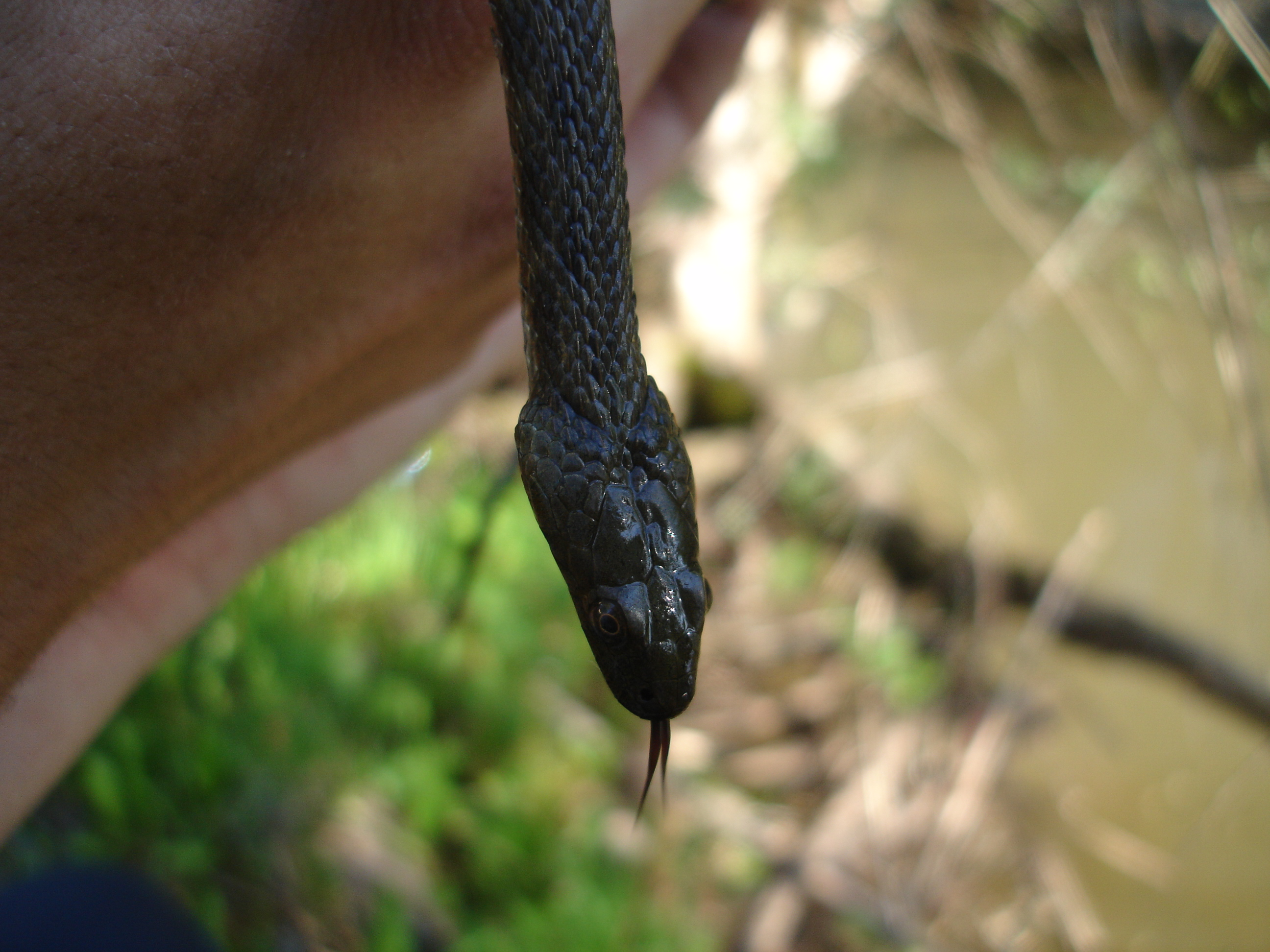
N. tessellata

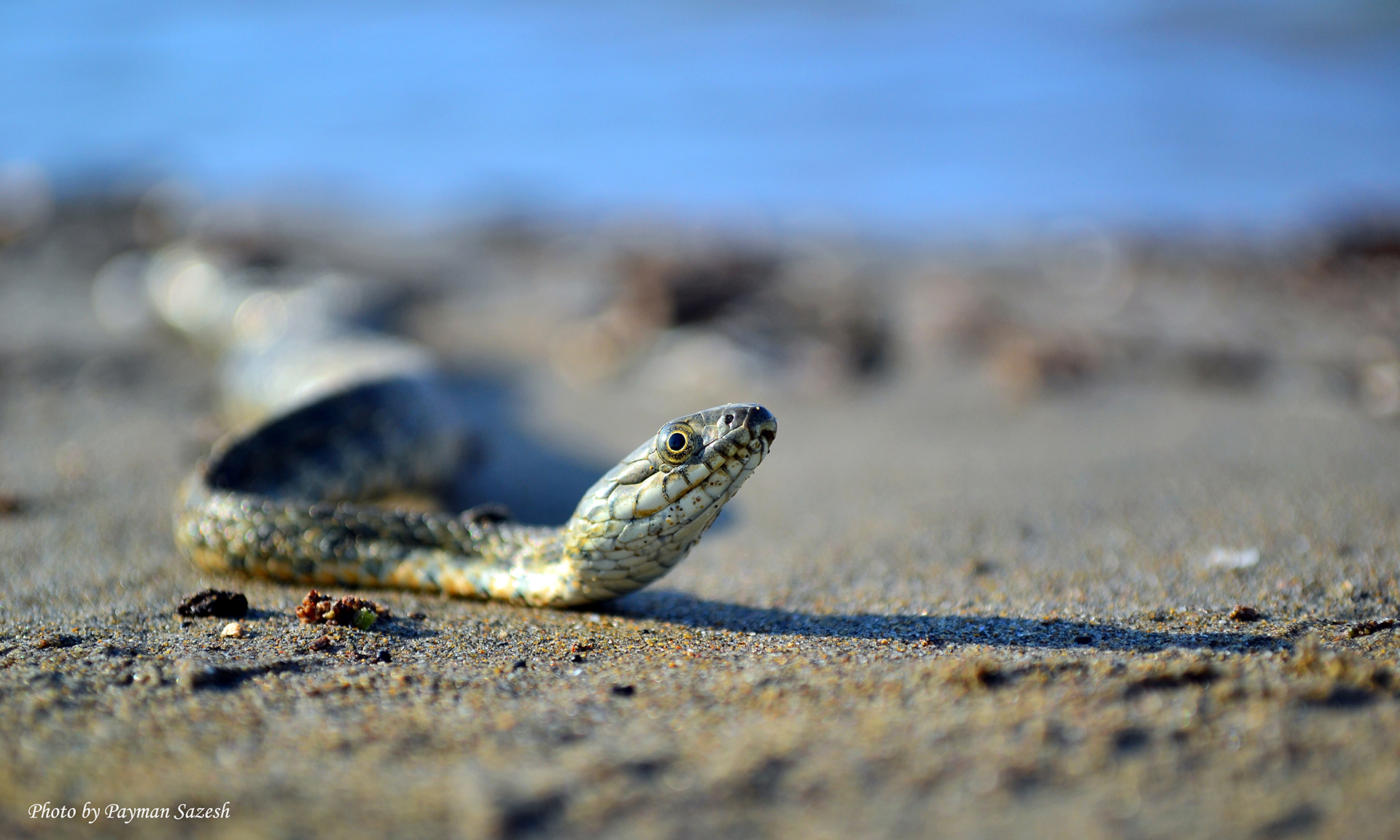
Rắn dice dọc theo biển Caspi ở miền bắc Iran

## Hình ảnh

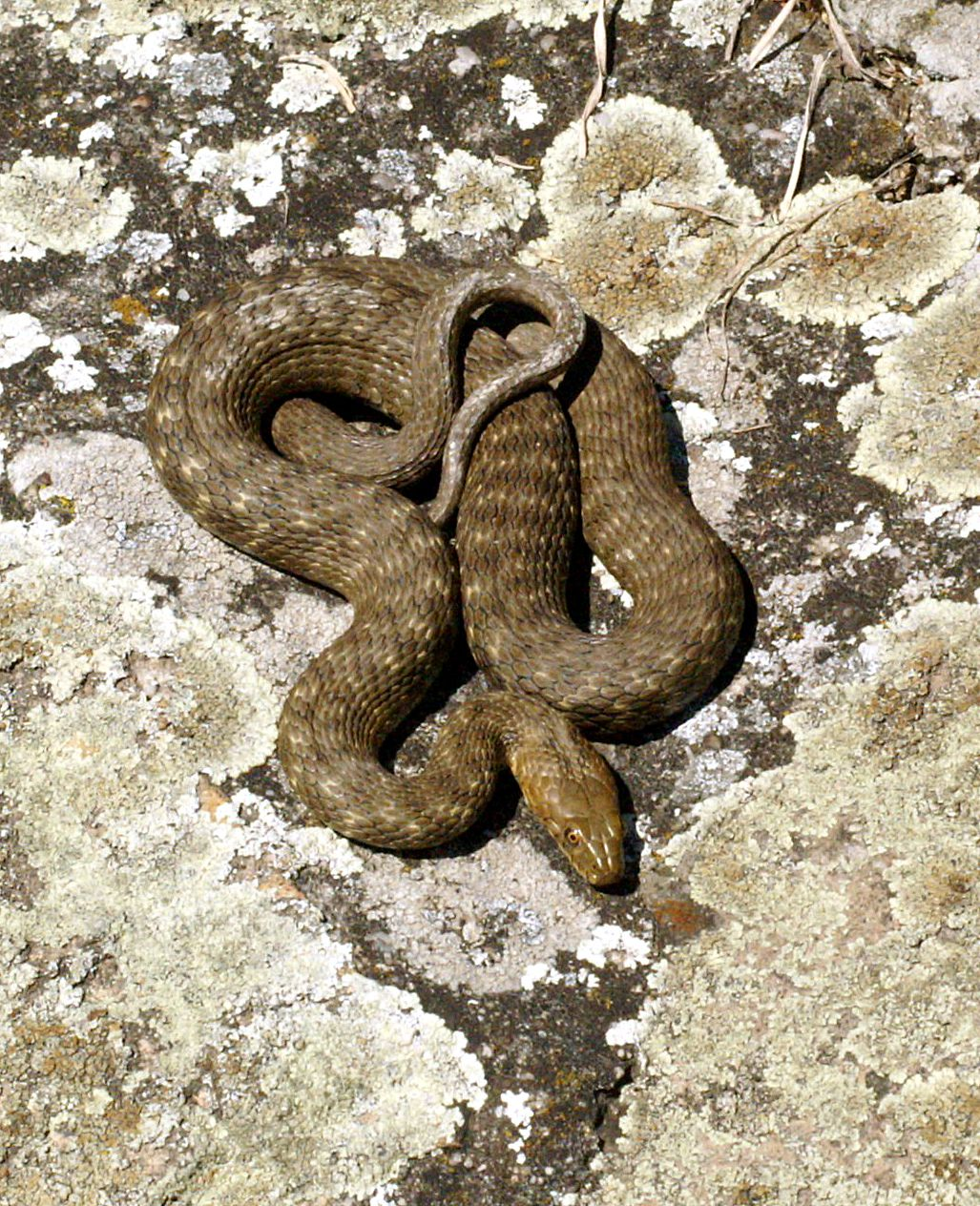
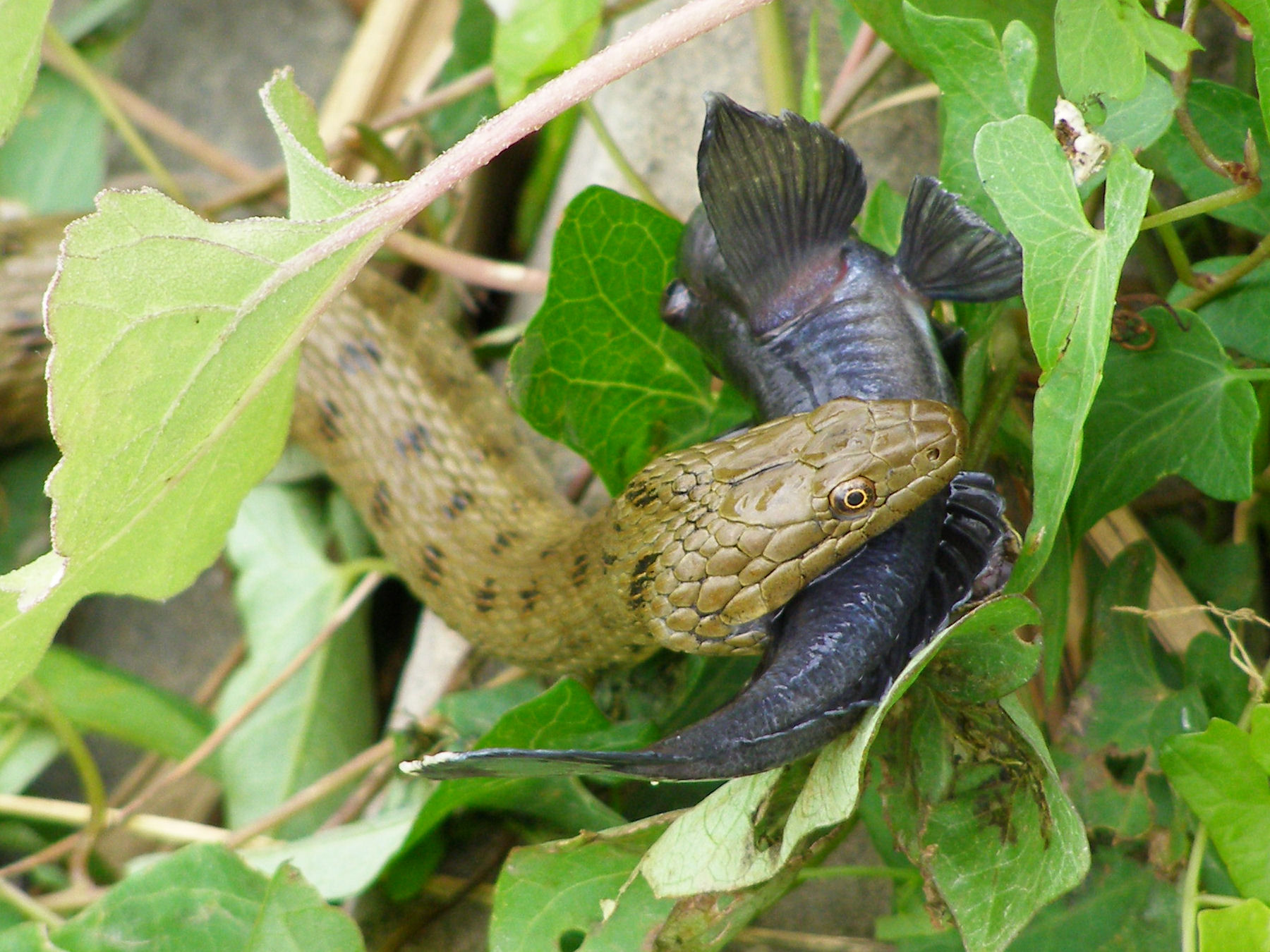
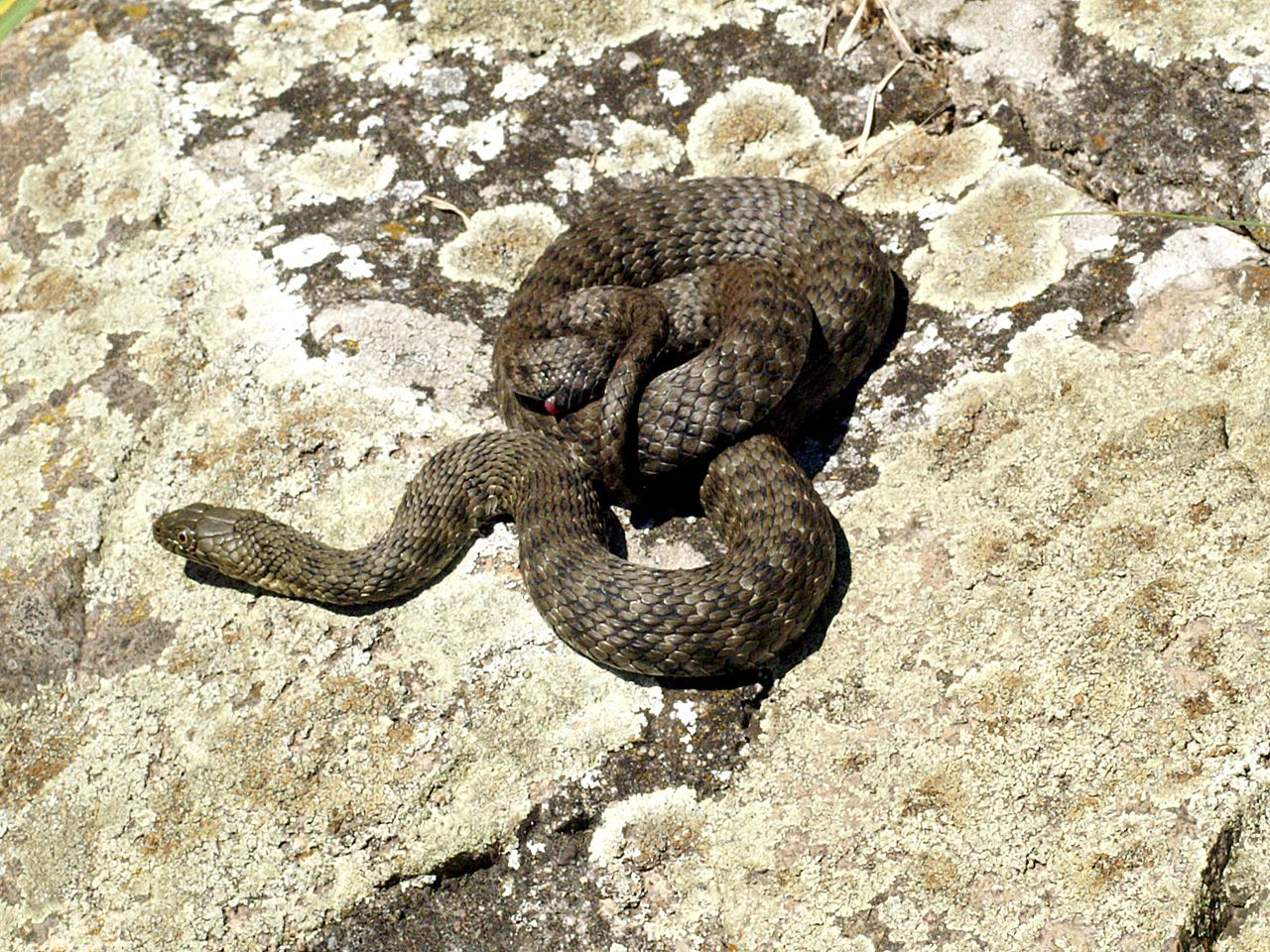
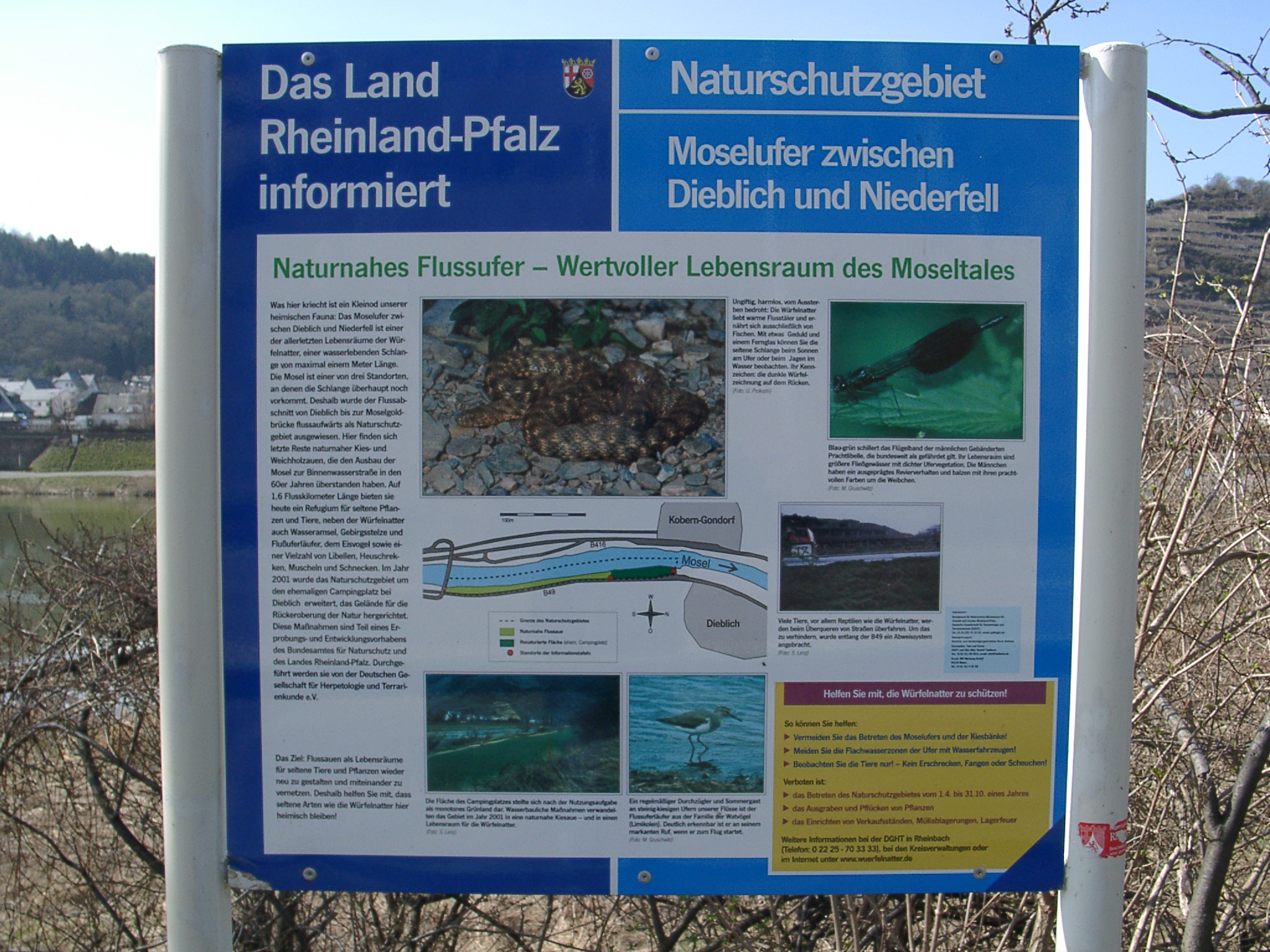
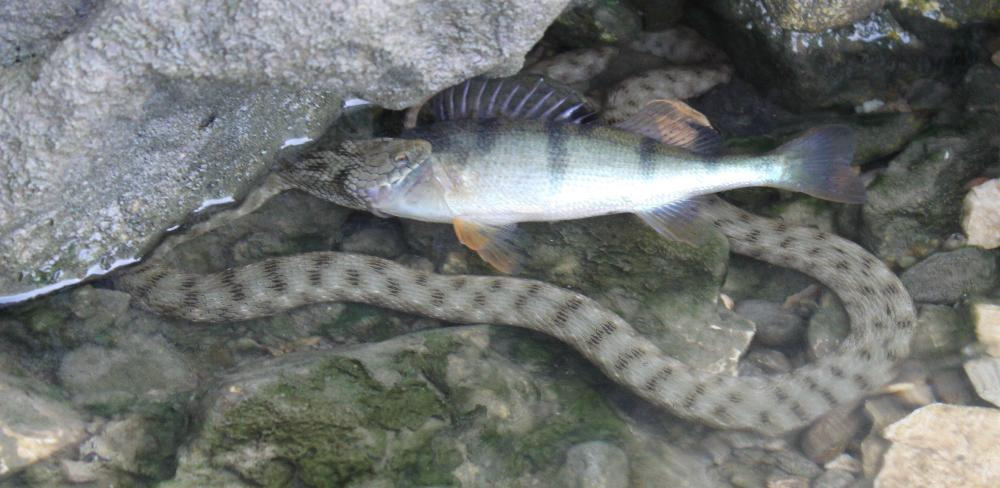